# Eogan Mor
Eogan Mor lub Eogan Mar („Wielki”) – legendarny królewicz irlandzkiego Munsteru, najstarszy syn Aililla I Oluma („Arcypoety”), króla Munsteru i Aine, córki Eogabala z ludu Tuatha Dé Danann (według innej wersji matką była Sadb, córka Conna Stu Bitew, zwierzchniego króla Irlandii), przodek dynastii Eóganacht, która panowała jak władcy Munsteru, później Desmondu do końca XVI w.
W 250 r. Eogan brał udział w bitwie pod Magh Mucruimhe (Mag Muccruma), w której został pokonany i zabity wraz z arcykrólem Artem III Aonferem przez Lugaida MacConna i jego cudzoziemskich wojowników. W tej bitwie poległo także sześciu braci Eogana, którzy przybyli z wujem Artem przeciwko MacConnowi, ich bratu przyrodniemu. Byli to Dubmerchon, Mugcorb, Lugaid, Eochaid, Diochorb i Tadg; Beinne Brit, król Brytów, był tym, który pokonał ich. Z tego powodu Lugaid Laga, w zemście za śmierć bratanków, zabił Beinne’a. Liogairne Lagnech („o Długich Policzkach”), syn Aengusa Balba, syna Eochaida Finnfotharta, był tym, który własnoręcznie zabił Arta, po tym, jak dołączył do wojsk MacConna. 
Eogan przed bitwą pod Mag Muccruma spędził noc z Monchai, córką druida Dila, prawnuka Creccy (Crecgy). Tej nocy został poczęty jedyny syn Eogana, Fiacha Muillethan („Płaskogłowy”), pogrobowiec i przyszły król Munsteru. Ailill I Olum postanowił, że drugi syn, Cormac I Cas, powinien być królem dożywotnio, a jego następcą ma zostać wnuk Fiacha Muillethan; zaś po nim ma nastąpić syn Cormaca, i tak przez następne pokolenia na przemian.